# 越来朝誠
越来親方朝誠（ごえくうぇーかたちょうせい、1621年12月23日 - 1695年5月1日）は、琉球王国の官僚。唐名は向美材（しょう みざい）を名乗った。
向氏湧川殿内（しょううじわくがわどぅんち）と称する貴族家系に生まれ、のちに8代目当主となる。 尚宣威王の子孫でもあった。 
尚貞王は即位に際し、1671年江戸に謝恩使を派遣した。この時越来は副使に任命され、正使の金武朝興王子と共に江戸に派遣され、翌年に帰琉した。 
1675年から1683年にかけては、三司官を務めた 。